# Братољуб
Братољуб је мушко словенско име. Кованица је речи „брат“ и „љубити“. Ово је име настало у старијој историји. Осим у Србији, ово име се јавља и у Хрватској и то најчешће у Слуњу, Неделишћу и Сплиту, мада је након педесетих година 20. века постало ретко.